# Аху (Марказі)
Аху (перс. اهو) — село в Ірані, у дегестані Ґаракан, у Центральному бахші, шахрестані Аштіан остану Марказі. За даними перепису 2006 року, його населення становило 374 особи, що проживали у складі 113 сімей.

## Клімат
Середня річна температура становить 9,97 °C, середня максимальна – 28,27 °C, а середня мінімальна – -10,76 °C. Середня річна кількість опадів – 234 мм.
| Клімат поселення                              | Клімат поселення | Клімат поселення | Клімат поселення | Клімат поселення | Клімат поселення | Клімат поселення | Клімат поселення | Клімат поселення | Клімат поселення | Клімат поселення | Клімат поселення | Клімат поселення | Клімат поселення |
| Показник                                      | Січ.             | Лют.             | Бер.             | Квіт.            | Трав.            | Черв.            | Лип.             | Серп.            | Вер.             | Жовт.            | Лист.            | Груд.            |                  |
| Середній максимум, °C                         | 4,52             | 5,78             | 9,47             | 16,04            | 21,36            | 26,66            | 28,27            | 28,14            | 24,01            | 17,76            | 11,24            | 5,85             |                  |
| Середня температура, °C                       | −3,11            | −1,87            | 1,84             | 8,38             | 13,72            | 19,02            | 22,67            | 22,53            | 18,40            | 12,14            | 5,64             | 0,24             |                  |
| Середній мінімум, °C                          | −10,76           | −9,48            | −5,8             | 0,75             | 6,09             | 11,39            | 17,06            | 16,92            | 12,80            | 6,54             | 0,03             | −5,37            |                  |
| Норма опадів, мм                              | 31               | 34               | 45               | 33               | 29               | 4                | 2                | 1                | 0                | 8                | 19               | 28               |                  |
| Середньомісячна швидкість вітру, м/с          | 1.48             | 2.21             | 2.84             | 2.58             | 2.42             | 2.16             | 2.11             | 1.99             | 2.00             | 1.95             | 1.66             | 1.61             |                  |
| Середньомісячна сонячна радіація, кДж/м²·день | 9248             | 12106            | 14924            | 18410            | 22263            | 26823            | 26083            | 24122            | 20981            | 15520            | 11040            | 8944             |                  |
| --------------------------------------------- | ---------------- | ---------------- | ---------------- | ---------------- | ---------------- | ---------------- | ---------------- | ---------------- | ---------------- | ---------------- | ---------------- | ---------------- | ---------------- |
| Джерело:                                      |                  |                  |                  |                  |                  |                  |                  |                  |                  |                  |                  |                  |                  |